# Paracentrotus lividus
Paracentrotus lividus är en sjöborreart. Paracentrotus lividus ingår i släktet Paracentrotus och familjen taggsjöborrar. Inga underarter finns listade i Catalogue of Life.

## Bildgalleri

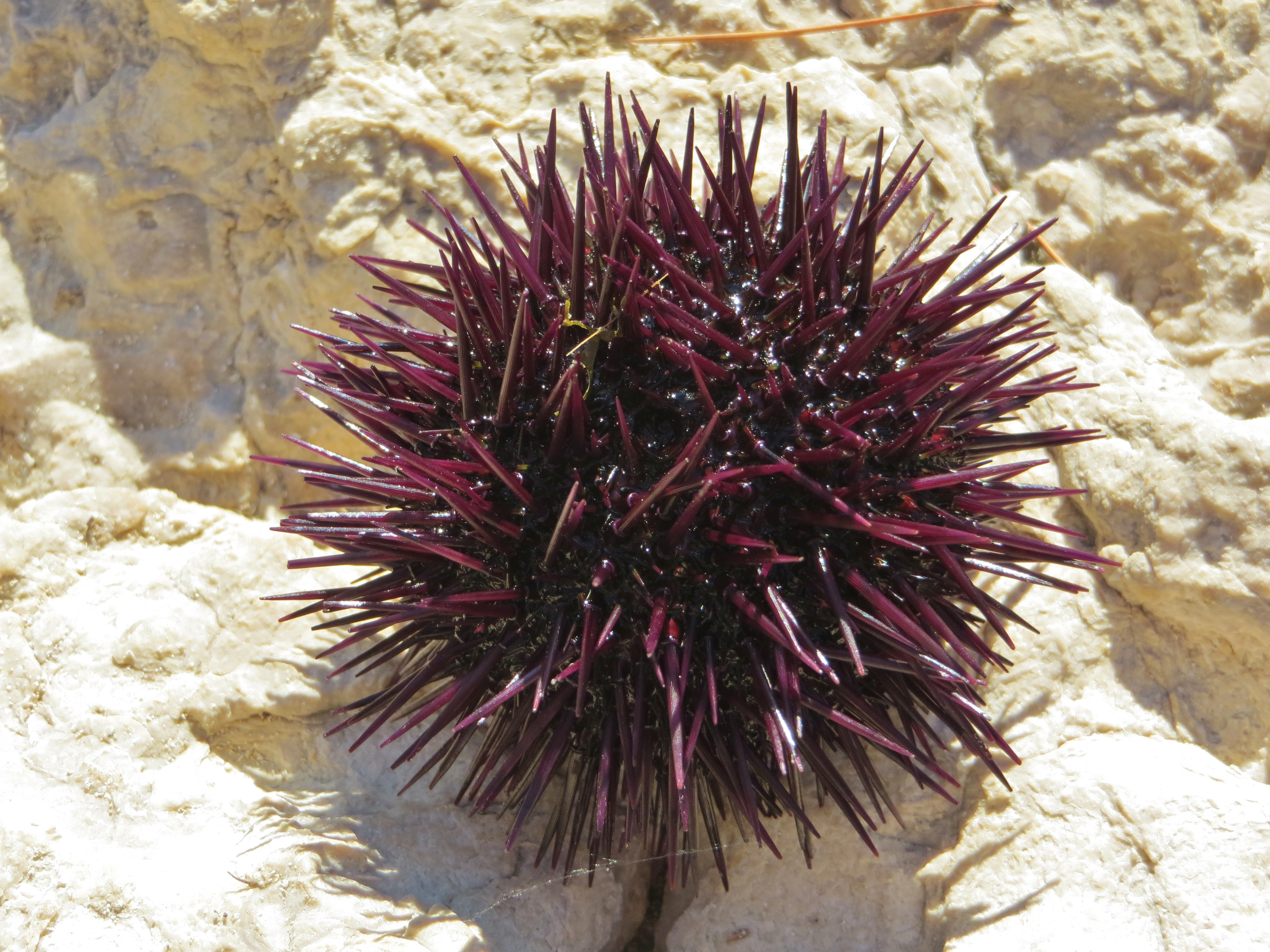
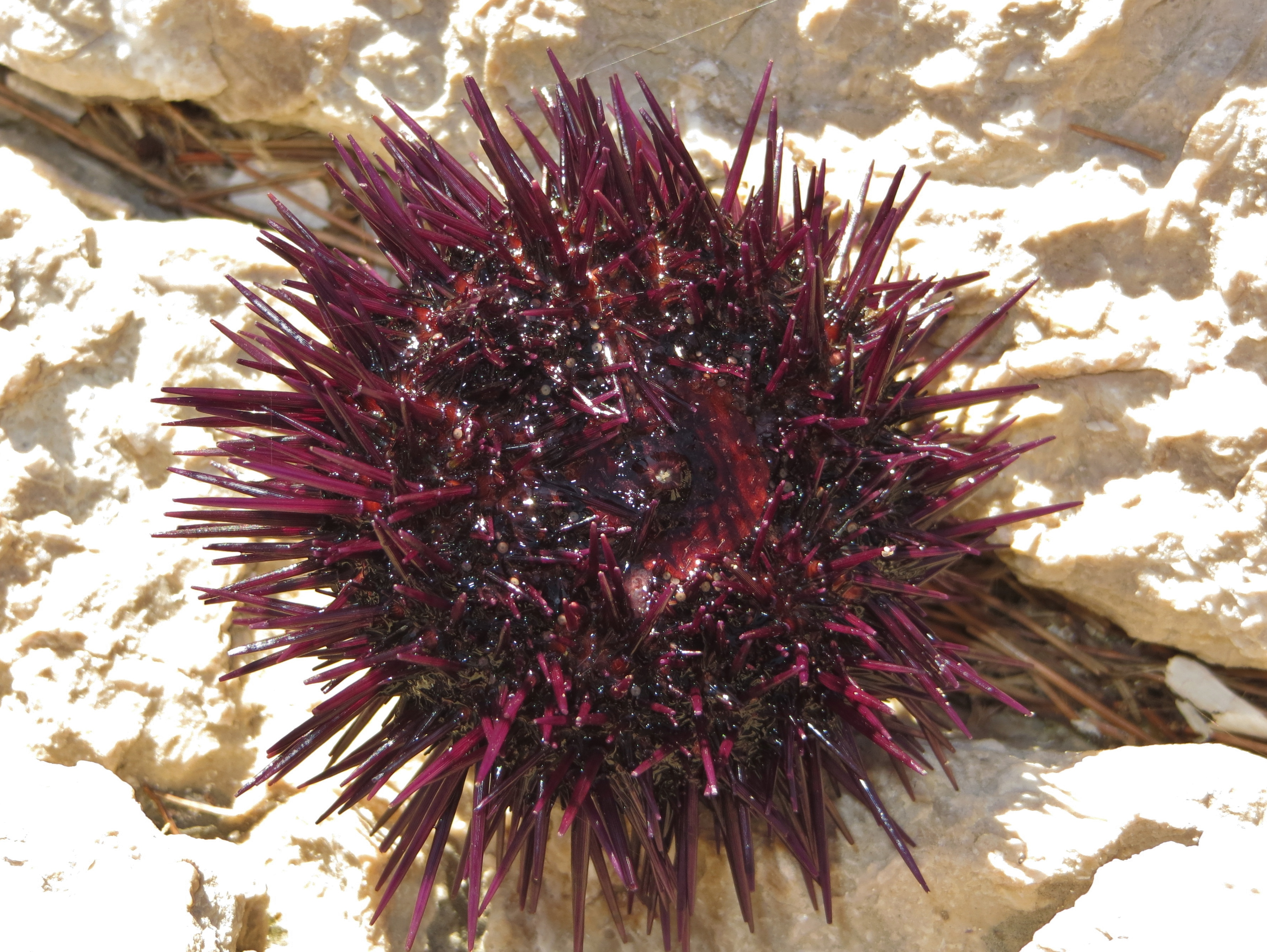
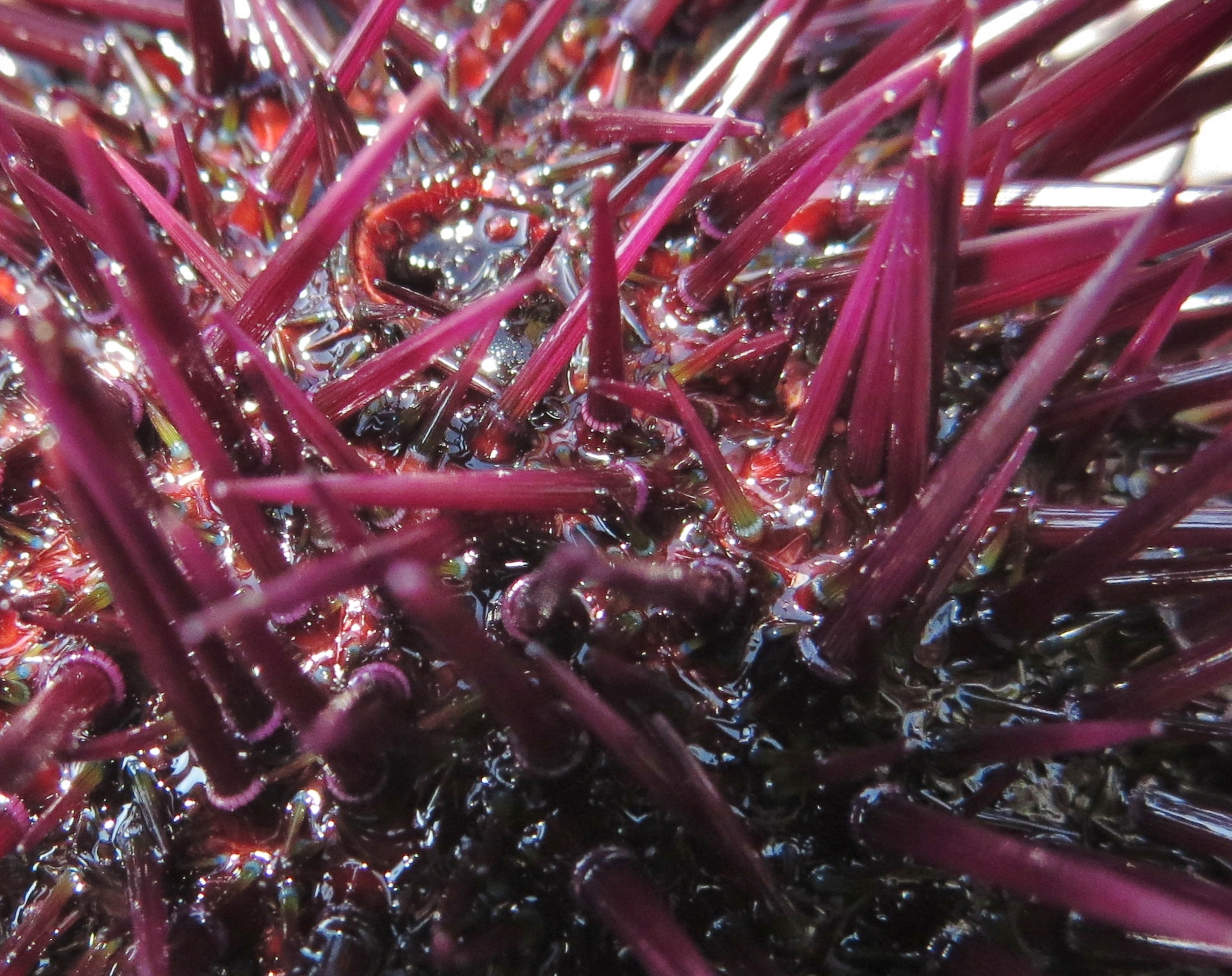
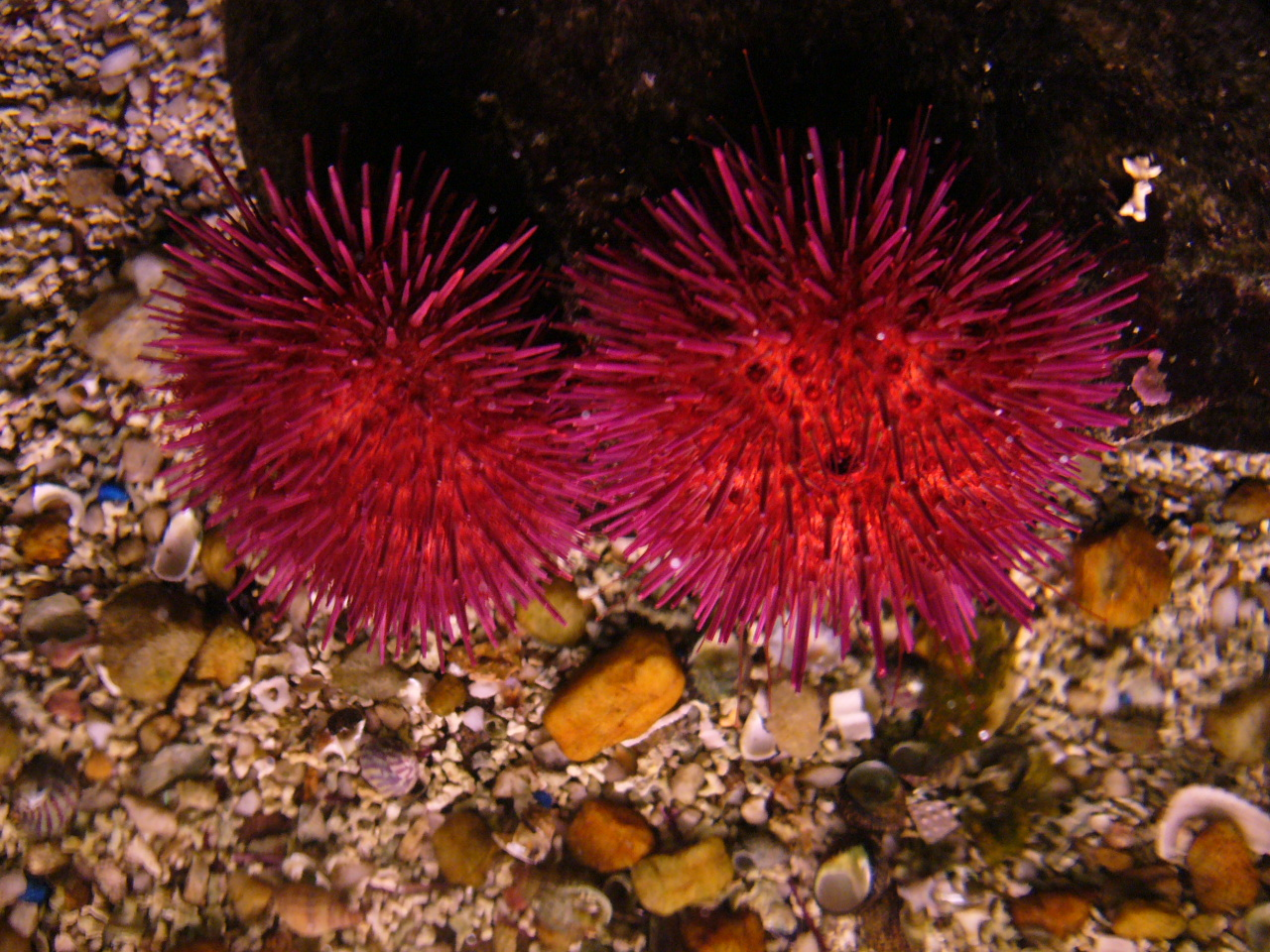
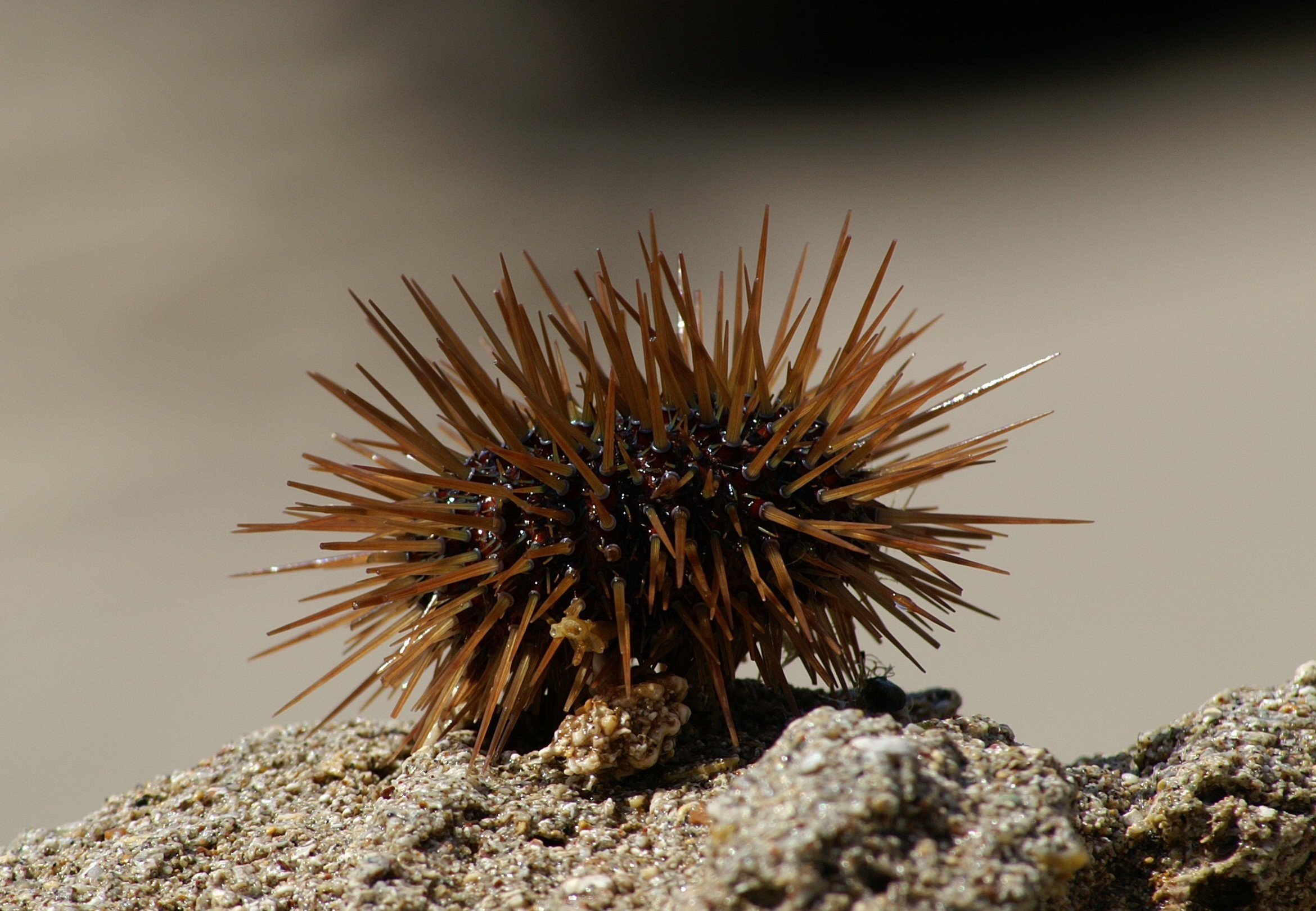
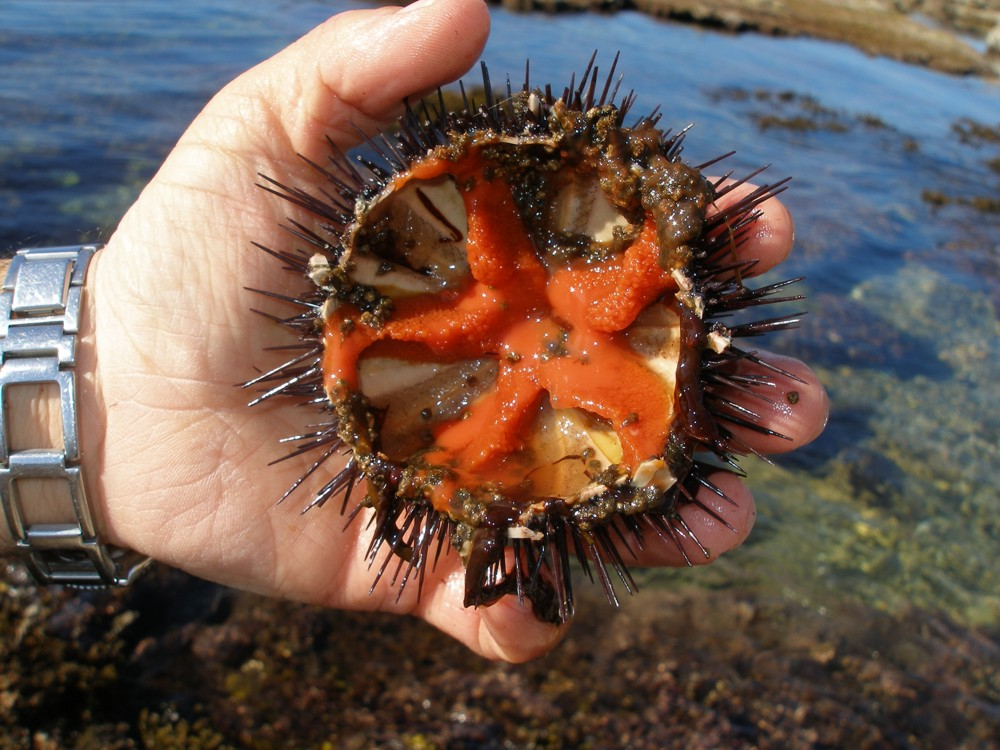
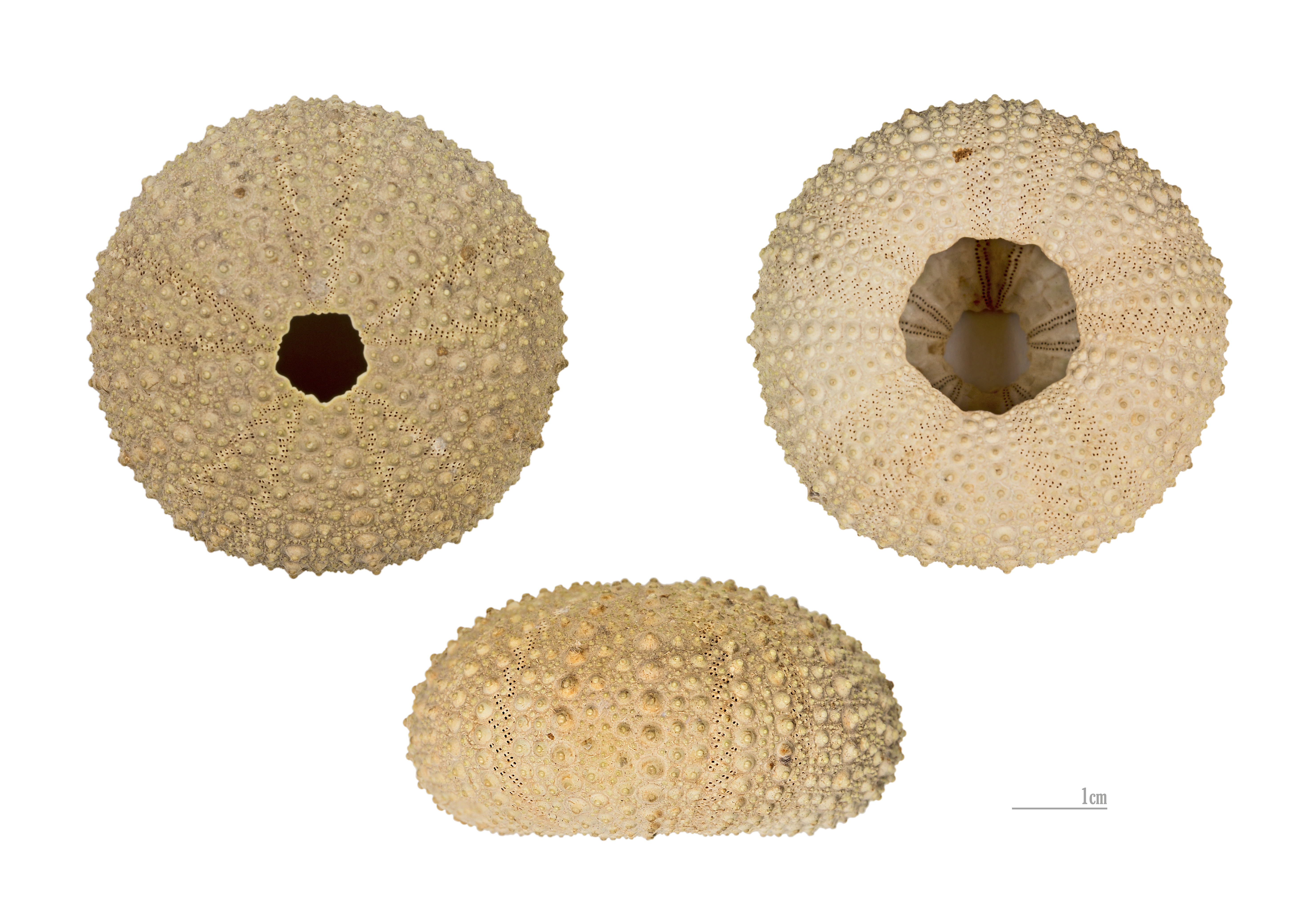
Paracentrotus lividus